# Cephalodella graciosa
Cephalodella graciosa är en hjuldjursart som beskrevs av Wulfert 1956. Cephalodella graciosa ingår i släktet Cephalodella och familjen Notommatidae. Inga underarter finns listade i Catalogue of Life.